# Polliniopsis somae
Polliniopsis es un género monotípico de plantas herbáceas de la familia de las poáceas. Su única especie: Polliniopsis somae Hayata, es originaria de Taiwán.

## Descripción
Plantas decumbentes (bases con culmos rastreros, con nodos de enraizamiento). Los tallos de 30-40 cm de altura; herbácea. Las láminas de las hojas lanceoladas; estrechas; de 5 mm de ancho; sin venación. Lígula truncada. Plantas bisexuales, con espiguillas bisexuales ; con flores hermafroditas. El homomórfica espiguillas.Plantas bisexuales, con espiguillas bisexuales; con flores hermafroditas. Las espiguillas homomórficas. Inflorescencias de las ramas principales espigadas o paniculadas (de racimos emparejados?); no digitadas ; espateada; no comprende inflorescencias parciales y de los órganos foliares. Las espiguilla que soportan los ejes 'racimos'; emparejado (delgado, recurvado, a unos 8 cm de longitud),

## Taxonomía
Polliniopsis somae fue descrita por Bunzō Hayata y publicado en Icones plantarum formosanarum nec non et contributiones ad floram formosanam. 7: 76–77, f. 45. 1918.